# Авиационные происшествия Аэрофлота (Российские авиалинии)
Авиационные происшествия, катастрофы и инциденты, включая угоны, произошедшие с воздушными судами российской государственно-частной авиакомпании «Аэрофлот — Российские авиалинии» (ПАО «Аэрофлот»).

## Список
Цветом выделены происшествия и инциденты, когда воздушное судно было восстановлено.
| Дата       | ВС                      | Бортовой номер | Место                | Жертв   | Описание | И                           |
| ---------- | ----------------------- | -------------- | -------------------- | ------- | --- | --------------------------- |
| 03.01.1992 | Ан-28                   | 28706          | Лахш                 | 0/13    | Не долетел до ВПП. Выполнял рейс в Лахш. | [ 1 ]                       |
| 24.01.1992 | Ту-134А                 | 65053          | Батуми               | 0/13    | Выкатился за пределы ВПП. Выполнял рейс в Батуми. | [ 2 ] [ 3 ]                 |
| 09.02.1992 | Ан-24Б                  | 46816          | Атырау               | 0/49    | Вынужденная посадка из-за пожара в двигателе. Выполнял рейс из Атырау. | [ 4 ] [ 5 ]                 |
| 27.03.1992 | Як-40                   | н. д.          | Степанакерт          | 0/34    | Вскоре после взлёта был поражён зенитным огнём. Совершил вынужденную посадку в аэропорту Сисиана. Выполнял рейс из Степанакерта в Ереван. | [ 6 ]                       |
| 07.06.1992 | Ту-154                  | 85632          | Москва               | 1/115   | Угонщик потребовал лететь в Турцию, после посадки самолёта в аэропорту угонщик был убит. Выполнял рейс из Грозного в Москву. | [ 7 ]                       |
| 21.06.1992 | Ан-2Р                   | 32544          | Полтавский район     | н. д.   | Неизвестно. | [ 8 ]                       |
| 08.07.1992 | Ан-2Р                   | 07816          | Украинский           | н. д.   | Неизвестно. | [ 9 ]                       |
| 23.08.1992 | Ту-154М                 | 85670          | Цюрих                | 0/145   | При уходе на второй круг столкнулся с антенной, но экипаж смог выполнить безопасную посадку. Выполнял рейс 2267 из Милана в Цюрих. | [ 10 ]                      |
| 27.08.1992 | Ту-134А                 | RA-65058       | Ивановская область   | 84/84   | Разбился при заходе на посадку из-за ошибок экипажа. Выполнял рейс 2808 из Донецка в Иваново. | [ 11 ]                      |
| 29.08.1992 | Ту-134А-3               | 65810          | Харьков              | 0/58    | Перелетел ВПП. Выполнял рейс в Харьков. | [ 12 ] [ 13 ]               |
| 21.09.1992 | Ан-2ПФ                  | 32596          | Калуга               | 0/н. д. | Неизвестно. | [ 14 ]                      |
| 13.10.1992 | Ту-154Б-2               | EW-85528       | Владивосток          | 0/67    | Из-за перегрузки самолёта был прерван взлёт. Выкатился с ВПП и подломал переднюю стойку шасси. Выполнял рейс из Владивостока. | [ 15 ]                      |
| 14.10.1992 | Ан-2Р                   | 07840          | Костанай             | 0/3     | Неизвестно. | [ 16 ] [ 17 ]               |
| 19.10.1992 | Ан-28                   | 28785          | Усть-Нем             | 15/16   | При взлёте отказал левый двигатель, самолёт разбился в лесу. Выполнял рейс 302 из Усть-Нема в Сыктывкар. | [ 18 ]                      |
| 07.11.1992 | Ил-62М                  | RA-86703       | Москва               | 0/0     | Сгорел во время технического обслуживания. Списан. | [ 19 ]                      |
| 05.12.1992 | Ту-154А                 | 85105          | Ереван               | 0/67    | При посадке выкатился за пределы ВПП и был повреждён. Выполнял рейс в Ереван. | [ 20 ] [ 21 ]               |
| 30.01.1993 | Ан-2Р                   | RA-40479       | Пеледуй              | 0/4     | После взлёта самолёт попал в условия ограниченной видимости и столкнулся с заснеженной поверхностью реки Лены. Выполнял рейс из Пеледуя в Витим. | [ 22 ]                      |
| 20.02.1993 | Ту-134                  | н. д.          | Стокгольм            | 0/82    | Угонщики потребовали лететь в США, в Швеции сдались. Выполнял рейс SU2134 из Тюмени в Санкт-Петербург. | [ 23 ] [ 24 ]               |
| 14.08.1993 | Ту-154                  | н. д.          | Москва               | 0/н. д. | Угонщик потребовал лететь в Швецию. После посадки в Москве преступник сдался. Выполнял рейс SU2422 из Санкт-Петербурга в Москву. | [ 25 ]                      |
| 02.09.1993 | Ту-154                  | н. д.          | Владивосток          | 0/172   | Угонщик потребовал лететь в США. После посадки во Владивостоке преступника обезвредили. Выполнял рейс SU2898 из Владивостока в Екатеринбург. | [ 26 ]                      |
| 16.09.1993 | Ту-134А-3               | RA-65137       | Осло                 | 0/51    | Самолёт был угнан 3 преступниками в Норвегию. Самолёт приземлился в Осло. Выполнял рейс SU3100 из Баку в Пермь. | [ 27 ]                      |
| 26.09.1993 | Ан-2Р                   | RA-68150       | Новоалексеевская     | н. д.   | Неизвестно | [ 28 ] [ 29 ]               |
| 06.12.1993 | Ан-26                   | RA-26515       | Тура                 | 0/7     | Во время взлёта повредил рулевое шасси. Выполнял грузовой рейс из Туры в Норильск. | [ 30 ]                      |
| 22.12.1993 | Ан-2ТП                  | RA-01410       | Урай                 | 0/10    | Неизвестно. | [ 31 ]                      |
| 25.12.1993 | Ту-154Б-2               | RA-85296       | Грозный              | 0/172   | Совершил жёсткую посадку. Выполнял рейс из Москвы в Грозный. Впоследствии был уничтожен в ходе Первой чеченской войны. | [ 32 ] [ 33 ]               |
| 08.02.1994 | Ан-12Б                  | 11340          | Анадырь              | 0/13    | При посадке отклонился от курса и приземлился в снег, произошло «козление» и загорелся двигатель. Выполнял грузовой рейс из Хатанги в Анадырь. | [ 34 ]                      |
| 08.03.1994 | Ил-86                   | RA-86119       | Дели                 | 4+4/6   | Сгорел во время предполётного техобслуживания от падения на него Boeing 737—200 из-за ошибок экипажа последнего. Готовился к рейсу SU588 из Ташкента в Москву.                                                                                           | [ 35 ]                      |
| 23.03.1994 | Airbus A310-308         | F-OGQS         | Междуреченский район | 75/75   | Упал с эшелона и разбился. Борт управлялся посторонними людьми. Выполнял рейс SU593 из Москвы в Гонконг. | [ 36 ]                      |
| 07.05.1994 | Ту-134А-3               | RA-65976       | Архангельск          | 0/62    | Принадлежал дочерней авиакомпании «Аэрофлот-Норд». При посадке не выпустилась правая стойки шасси, были проблемы с выпуском передней стойки шасси. После посадки съехал с ВПП и разрушилась передняя стойка шасси. Выполнял рейс из Москвы в Архангельск | [ 37 ]                      |
| 24.05.1994 | Ан-2П                   | RA-07730       | Октябрьский          | н. д.   | Разбился из-за утечки масла. | [ 38 ]                      |
| 25.06.1994 | Ан-2П                   | RA-70263       | Киренск              | 0/8     | Неизвестно. | [ 39 ] [ 40 ]               |
| 04.08.1994 | Ан-30                   | RA-30037       | Олёкминск            | 0/25    | Выкатился за ВПП и столкнулся с заграждением. | [ 41 ]                      |
| 27.10.1994 | Ту-154                  | н. д.          | Москва               | 0/164   | Попытка угона самолёта. Угонщик был обезврежен. Выполнял рейс из Москвы в Минеральные Воды. | [ 42 ]                      |
| 24.11.1994 | Ту-134А-3               | RA-65858       | Грозный              | 0/0     | Был уничтожен в ходе Первой чеченской войны. | [ 43 ] [ 44 ]               |
| 31.10.1995 | Ил-76ТД                 | RA-76783       | Ростов               | 0/11    | Выкатился за ВПП. Выполнял грузовой рейс из Ульяновска в Ростов. | [ 45 ]                      |
| 08.10.1996 | Ан-124-100              | RA-82069       | Турин                | 4+2/23  | Разбился при заходе на посадку из-за ошибок экипажа. Авиакомпания «Аякс» (зафрахтовавшая самолёт) потребовала с «Аэрофлота» компенсацию в $ 70 000 000, поскольку самолёт был отправлен в рейс с просроченной страховкой.                                | [ 46 ]                      |
| 17.10.1996 | Ту-154                  | н. д.          | Лагос                | 0/180   | Угонщик потребовал лететь в Германию или в ЮАР. Выполнял рейс SU417 из Луки в Лагос. | [ 47 ]                      |
| 1998       | Ил-86                   | RA-86080       | Москва               | 0/н. д. | Жёстко сел на ВПП. Списан. | [ 48 ] [ 49 ]               |
| 11.11.1998 | Ил-62                   | RA-86564       | Анкоридж             | 0/12    | Был протаранен Boeing 747-400 авиакомпании Asiana Airlines из-за ошибки экипажа последнего. Списан. | [ 50 ] [ 51 ]               |
| 25.10.2000 | Ил-18Д                  | RA-74295       | Батуми               | 84/84   | Принадлежал 223-му лётному отряду. Врезался в гору при заходе на посадку из-за ошибок экипажа и диспетчера. Выполнял рейс из Москвы в Батуми. | [ 52 ]                      |
| 21.09.2001 | Ил-86                   | RA-86074       | Дубай                | 0/322   | Из-за ошибки экипажа совершил жёсткую посадку «на брюхо». Списан. Выполнял рейс SU520 из Москвы в Дубай. | [ 53 ]                      |
| 28.12.2006 | Airbus A321-211         | VP-BQS         | Прага                | 0/168   | В полёте пассажир попытался угнать самолёт в Каир. Угонщик был обезврежен и самолёт сел в аэропорту Праги. Выполнял рейс SU271 из Москвы в Женеву. | [ 54 ] [ 55 ]               |
| 30.06.2008 | Ту-154М                 | RA-85667       | Санкт-Петербург      | 0/112   | При взлёте взорвался двигатель. Списан. Выполнял рейс SU846 из Санкт-Петербурга в Москву. | [ 56 ] [ 57 ]               |
| 14.09.2008 | Boeing 737-500          | VP-BKO         | Пермь                | 88/88   | Принадлежал дочерней авиакомпании «Аэрофлот-Норд». Разбился при заходе на посадку из-за ошибок экипажа. Выполнял рейс SU821 из Москвы в Пермь. | [ 58 ] [ 59 ]               |
| 09.02.2009 | Boeing 737              | н. д.          | Новосибирск          | 0/36    | Принадлежал дочерней авиакомпании «Аэрофлот-Норд». Сработала сигнализация разгерметизации кабины пилота, из-за чего ВС совершило вынужденную посадку. Выполнял рейс SU802 из Москвы в Новосибирск.                                                       | [ 60 ] [ 61 ]               |
| 03.06.2009 | Boeing 737-59D          | VP-BXM         | Симферополь          | 0/н. д. | Принадлежал дочерней авиакомпании «Аэрофлот-Норд». При посадке попал в град. Выполнял рейс из Москвы в Симферополь. | [ 62 ] [ 63 ]               |
| 03.06.2014 | Ил-96-300               | RA-96010       | Москва               | 0/0     | Самолёт сгорел на стоянке в аэропорту Москвы. Списан. | [ 64 ] [ 65 ]               |
| 03.01.2017 | Airbus A321-211(WL)     | VP-BES         | Калининград          | 0/174   | При посадке выкатился за пределы ВПП. После съезда подломилась передняя стойка шасси. Выполнял рейс SU1008 из Москвы в Калининград. | [ 66 ] [ 67 ]               |
| 01.05.2017 | Boeing 777-3M0(ER)      | VP-BGD         | Бангкок              | 0/332   | Во время посадки попал в турбулентность ясного неба, 27 пассажиров получили повреждения разной степени тяжести. Выполнял рейс SU270 из Москвы в Бангкок.                                                                                                 | [ 68 ] [ 69 ]               |
| 22.01.2019 | Boeing 737-8LJ          | VP-BRR         | Ханты-Мансийск       | 0/76    | В полёте пассажир попытался угнать самолёт в Афганистан, экипаж совершил вынужденную посадку. Выполнял рейс SU1515 из Сургута в Москву. | [ 70 ] [ 71 ]               |
| 05.05.2019 | Sukhoi Superjet 100-95B | RA-89098       | Московская область   | 41/78   | Из-за попадания молнии и отказа радиосвязи стал возвращаться в аэропорт вылета. Совершил жёсткую посадку, сгорел и разрушился из-за ошибочных действий командира воздушного судна. Выполнял рейс SU1492 из Москвы в Мурманск.                            | [ 72 ] [ 73 ] [ 74 ] [ 75 ] |
| 03.09.2019 | Airbus A330-343         | VQ-BMY         | Москва               | 0/н. д. | Повреждения левого крыла из-за столкновения с самолётом авиакомпании «Royal Flight». Самолёт собирался выполнить рейс SU202 из Москвы в Пекин. | [ 76 ] [ 77 ]               |
| 01.08.2020 | Airbus A321-211 (WL)    | VP-BAX         | Москва               | 0/0     | Бензовоз въехал под носовую часть самолёта. | [ 78 ] [ 79 ]               |